# 세모조개목
세모조개목(Trigoniida)은 중간 크기의 소금물에 사는 해양 이매패류 연체동물 조개 목이다. 이 목에 속한 대부분의 종은 데본기와 현세 사이의 화석 기록으로 널리 나타난다.
이 목의 특징적인 생김새는 조가비의 독특하고 복잡한 치열 구조(즉, 2개의 조가비를 연결하는 내부의 경첩 형태의 치아)에 있다. 세모조개과의 치열 구조가 특히 정교하다.

## 분류
2010년 비엘레(Bieler)와 카터(Carter) 그리고 코안(Coan)은 새 분류 체계에서 다음의 상과와 과를 세모조개목에 포함시켰다. 세모조개목에 포함되는 멸종된 과는 분류명 앞에 다거(Dagger, †) 기호를 붙였다.
- 세모조개목(Trigoniida)
  - † Beichuanioidea Liu & Gu, 1988
    - † Beichuaniidae Liu & Gu, 1988

  - † Megatrigonioidea Van Hoepen, 1929
    - † Megatrigoniidae Van Hoepen, 1929
    - † Iotrigoniidae Savelive, 1958
    - † Rutitrigoniidae Van Hoepen, 1929

  - † Myophorelloidea Kobayashi, 1954
    - † Myophorellidae Kobayashi, 1954
    - † Buchotrigoniidae Leanza, 1993</small
    - † Laevitrigoniidae Savelive, 1958
    - † Vaugoniidae Kobayashi, 1954

  - 세모조개상과(Trigonioidea) Lamarck, 1819
    - 세모조개과(Trigoniidae) Lamarck, 1819
    - † Eoschizodidae Newell & Boyd, 1975 (syn: Curtonotidae)
    - † Groeberellidae Pérez, Reyes, & Danborenea 1995
    - † Myophoriidae Bronn, 1849 (이명: Cytherodontidae, Costatoriidae, Gruenewaldiidae)
    - † Prosogyrotrigoniidae Kobayashi, 1954
    - † Scaphellinidae Newell & Ciriacks, 1962
    - † Schizodidae Newell & Boyd, 1975
    - † Sinodoridae Pojeta & Zhang, 1984